# Triethylboritan
Triethylboritan (Někdy též triethoxid boritý či nepříliš správně triethylester kyseliny borité), někdy zkráceno na TEB je bezbarvá organická kapalná látka se vzorcem B(OCH2CH3)3.

## Výroba
Tato látka se vyrábí reakcí kyseliny borité a ethanolu:

B(OH)3 + 3CH3CH2OH ⇌ B(OCH2CH3)3 + 3H2O

V neutrálním prostředí reakce neprobíhá a udržuje se rovnováha mezi oběma stranami rovnice. S klesajícím pH (v kyselém prostředí) stoupá množství TEB a vody, zatímco v zasaditém prostředí vzniká více kyseliny borité (popř. boritanu) a vody. 

Při výrobě se tedy používá okyselení kyselinou sírovou, následně se vzniklé produkty destilují. Na rozdíl od trimethylboritanu triethylboritan má vyšší teplotu varu, než voda, proto se „oddestilovává“ voda a nezreagovaný ethanol, a následně se oddělí novou destilací TEB od kyseliny sírové a nezreagované kyseliny borité.

## Reakce

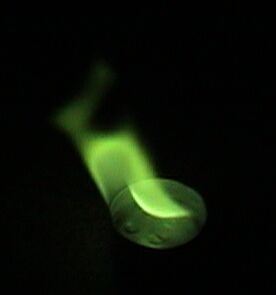
Hoření trimethylboritanu.

TEB reaguje s vodou za vzniku ethanolu a kyseliny borité, proto musí být chráněn před vzdušnou vlhkostí.
Reaguje také se zásadami, např. hydroxidem sodným, dle rovnice:

B(OCH2CH3)3 + 3NaOH → 3CH3CH2OH + B(ONa)3

Látka je značně hořlavá. Teplota vzplanutí je asi 11 °C, tato látka hoří díky boru zeleným plamenem, ale podstatně méně výrazně než trimethylboritan (v porovnání s tím je plamen TEB namodralý). V případě, že TEB je kontaminován TMB, dojde ke značnému zbarvení do zelena (při výrobě TEB z technického lihu je plamen zelený pro obsah methanolu a následně i TMB). Tohoto efektu se užívá při kvalitativní analýze přítomnosti methanolu v ethanolu.

Hoření probíhá dle rovnice:

4B(OCH2CH3)3 + 39O2 → 4B2O3 + 30H2O + 24CO2